# Картуз

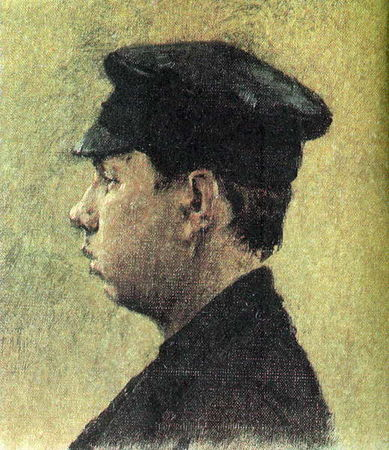
Парень в чёрном картузе, рисунок Василия Верещагина

Карту́з — разновидность фуражки, мужской головной убор, имевший распространение в XVI — начале XX века в Северной и Восточной Европе (больше всего у немцев, голландцев и русских).
Владимир Иванович Даль в своём знаменитом толковом словаре даёт такое определение этому головному убору:

Картуз м. фуражка с козырьком; легкая, особ. летняя шапочка разного вида, кожаная или из ткани, с козырьком.
Ремесленник, изготавливающий картузы, называется карту́зником (жен. карту́зница).

## Этимология
Обозначение этого головного убора в русском языке происходит от нидерл. karpoets — с нидерл. — «дорожная шапка».
Впервые в русском языке оно зафиксировано в 1706 г. в форме «карпуц», далее — в 1712 г. в форме «карпуз», в 1718 г. — как «карпус». В современном виде слово впервые фиксируется с 1722 года.

## История

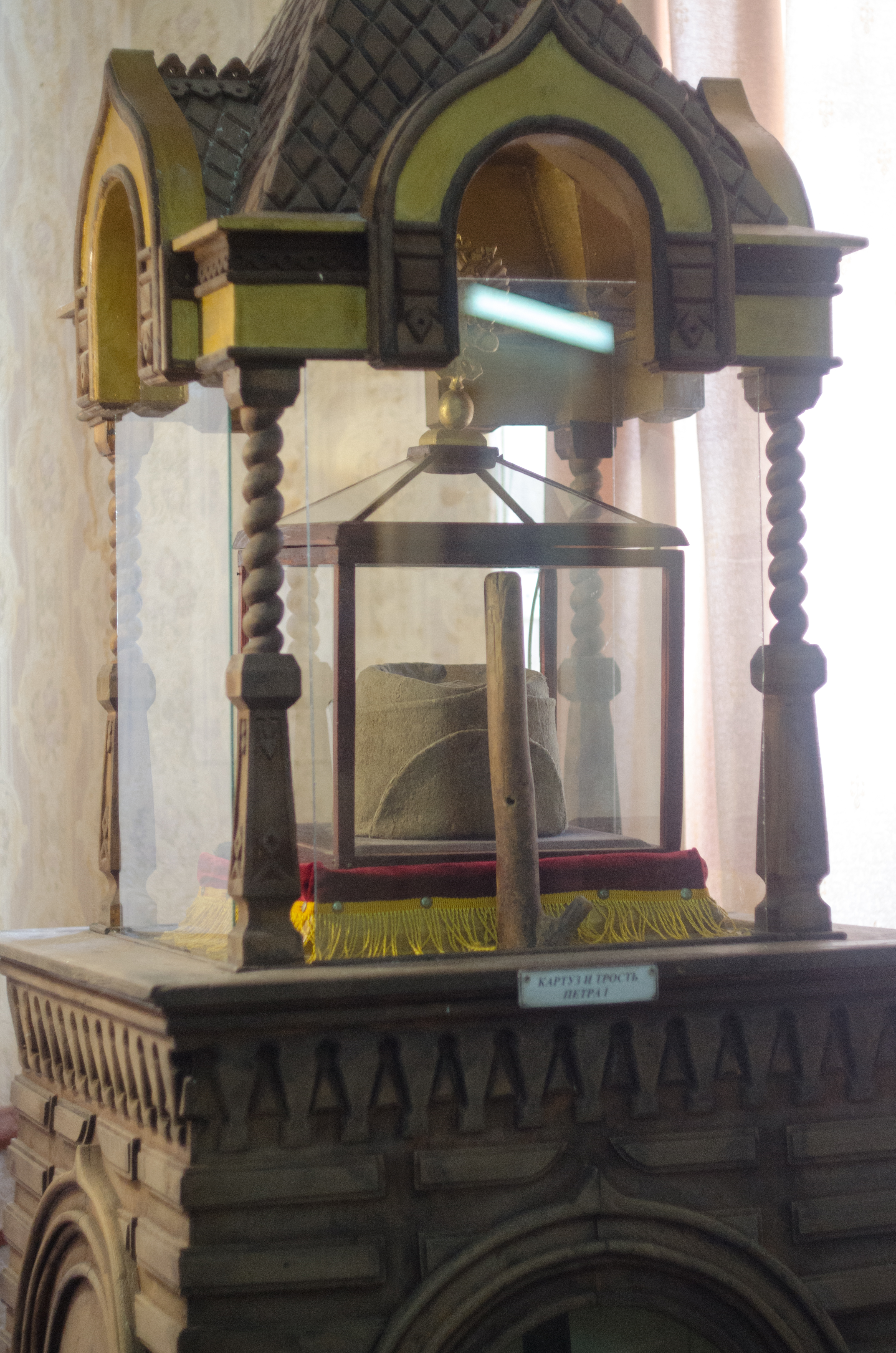
Картуз и трость Петра I в экспозиции Волгоградского областного краеведческого музея

Первоначально картуз появился в Швеции, представляя собой мягкий колпак с козырьком и с возможностью прикрывать уши от холода. Картузы широко использовались в европейских армиях XVI—XVII века. Позднее картузы вошли в использование и среди гражданского населения.
Таким образом картуз пришёл на смену не очень практичным широкополым шляпам.
В России картуз, равно как и западноевропейская одежда в целом, появился при Петре I (см. иллюстрацию), однако в народный быт он вошёл лишь в начале XIX века. К середине XIX века картуз уже широко бытовал в центральных губерниях, в Поволжье, Западной Сибири (где также появился в первой половине XIX века), в Пермской губернии, а также на Русском Севере (в Архангельской, Вологодской, Псковской губернии, местами на Новгородчине). Картуз носили как и в городе, так и на селе. Особенно он распространился к концу XIX столетия в среде молодых парней и женатых мужчин, а также у зажиточных крестьян. Также картуз могли носить и баре, в первой половине XIX века его полагалось носить с коротким рединготом и сюртуком. Для изготовления применялось фабричное сукно, бархат, трико, верверет (хлопчатобумажный бархат), плис, трип (шерстяной петельчатый бархат), полотно и мех. Картуз обладал плоским круглым верхом (полужёсткой тульей) на высоком стоячем околыше (в высоту около 5-8 см) и широким козырьком надо лбом. Козырьки обтягивались кожей или тканью, из которой был изготовлена остальная часть картуза; а по форме могли быть полукруглыми, наклонными или же длинными и прямыми. По праздникам молодые парни украшали картузы (по околышу над козрьком) цветами, как и настоящими, так и искусственными; а также ленточками, шнурками с пуговками и бисерными подвесками.
В начале XX века картуз стал самым распространённым летним мужским головным убором русских крестьян и простых горожан: ремесленников и рабочих промышленных предприятий. После Октябрьской революции картуз постепенно вышел из употребления.

## В культуре
- В своей серии очерков «Старые годы в селе Плодомасове» Николай Лесков в частности, описывает некоего мужчину «в большом картузе из шляпного волокнистого плюша»[11].
- Триповый картуз носят помещик Костанжогло в неоконченном втором томе «Мёртвых душ» Гоголя и кучер Вахромей в рассказе «Золотая ночь» (1889 г.) Дмитрия Мамина-Сибиряка[10].
- В романе «В лесах» (1871-1874) этнографа Павла Мельникова-Печерского два его персонажа: шляпник Ивана Григорьич и удельный голова Михайло Васильич утверждают, что картуз якобы проник от поволжских немцев:

А больше всего бед наделал картуз. Вышел он на Русь из неметчины, да не из заморской, а из своей, из той, что лет сто тому назад мы, сами не зная зачем, развели на лучших местах саратовского Поволжья. Дешевый картуз вытеснил более ценную стародавнюю шляпу, и осталась она лишь праздничным убором молодежи, да еще степенные, седые мужики пока еще не променяли дедовских шляп на нововводный картуз.
— Мельников-Печерский П. И. Глава десятая // В лесах. Книга первая. — 1874.

Угораздило крещеных у немца картуз перенять!.. От саратовских колонистов тот картуз по Руси пошел и дедовску шляпу в корень извел…
— Мельников-Печерский П. И. Глава десятая // В лесах. Книга вторая. — 1874.